# Nota Raczyńskiego

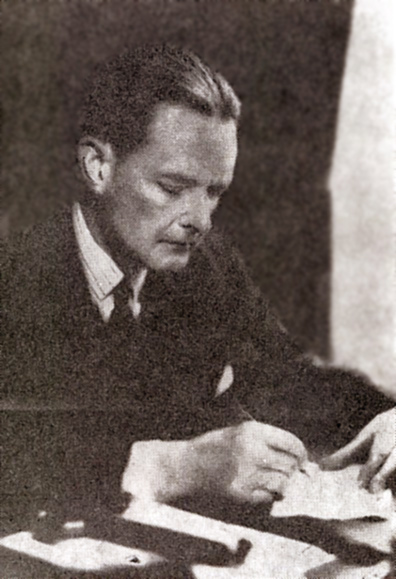
Edward Bernard Raczyński podczas pracy biurowej.

Nota Raczyńskiego – oficjalna nota dyplomatyczna Rządu RP na uchodźstwie z 10 grudnia 1942 roku sygnowana przez ministra spraw zagranicznych Edwarda Raczyńskiego dotycząca prześladowania oraz zbrodni dokonywanych na ludności żydowskiej w okupowanej przez Niemców Polsce. Stanowiła pierwszy oficjalny raport o holokauście informujący zachodnią opinię publiczną o zbrodniach. Było to również pierwsze oficjalne wystąpienie jednego z rządów w obronie wszystkich Żydów prześladowanych przez hitlerowskie Niemcy – nie tylko obywateli swego kraju .

## Historia
Nota została napisana przez polskiego dyplomatę, ministra spraw zagranicznych emigracyjnego rządu w Londynie Edwarda Raczyńskiego na podstawie dokumentów przywiezionych w postaci mikrofilmów (materiały przygotowane przez Referat Spraw Żydowskich Komendy Głównej AK) do Londynu przez kuriera Jana Karskiego i potwierdzone jego świadectwem, oraz raportów Karskiego sporządzonych w latach 1940–1942 przez Jana Karskiego.
Nota Raczyńskiego została wydrukowana w broszurze informacyjnej polskiego rządu pt. The Mass Extermination of Jews in German Occupied Poland i rozesłana dnia 10 grudnia 1942 roku do 26 ministrów spraw zagranicznych rządów krajów będących sygnatariuszami Deklaracji Narodów Zjednoczonych. Informowała ona w imieniu polskiego rządu rządy państw sprzymierzonych o ciężkiej sytuacji Żydów w okupowanej przez Niemców Polsce oraz zbrodniach dokonywanych na nich, apelując o podjęcie pomocy .

## Treść
Nota zapisana została na 9 stronach maszynopisu. W 21 punktach przedstawiała opis tła problemu oraz aktualnej sytuacji Żydów w okupowanej Polsce, chronologiczny opis informacyjnej kampanii polskiego rządu w tym zakresie, a także wezwanie rządów sprzymierzonych do powstrzymania zbrodni. Treść noty:
- 1–3 Pierwsze trzy punkty w skrócie przedstawiały dotychczasowe działania informacyjne polskiego rządu zmierzające do wywarcia wpływu na Niemców.

„1. Nieraz już(…) rząd polski zwracał uwagę cywilizowanego świata na postępowanie rządu niemieckiego i niemieckich władz okupacyjnych, zarówno wojskowych jak cywilnych, oraz na stosowanie przez nie metody, mające na celu „sprowadzenie narodu polskiego do rzędu niewolników, a następnie całkowite jego wyniszczenie.”

2. Na konferencji w St. James Palace 13 I 1942 r. rządy krajów okupowanych „uznały za jeden z głównych swych celów ukaranie, przy pomocy legalnej jurysdykcji, winnych tych zbrodni lub odpowiedzialnych za nie, bez względu na to, czy byli oni rozkazodawcami, wykonawcami, czy współuczestnikami”. Mimo tego poważnego ostrzeżenia oraz oświadczeń prezydenta Roosevelta, premiera Winstona Churchilla i ludowego komisarza spraw zagranicznych W. Mołotowa rząd niemiecki nie zaprzestał stosowania metod gwałtu i terroru. Rząd polski otrzymał z kraju liczne raporty świadczące o postępującej intensyfikacji niemieckich prześladowań narodów podbitych. 

3. Ostatnie raporty przynoszą przerażający obraz sytuacji, w jakiej znaleźli się Żydzi polscy. „Stosowane w ciągu ostatnich kilku miesięcy nowe metody masowych rzezi potwierdzają fakt, że władze niemieckie systematycznie dążą do całkowitej zagłady żydowskiej ludności Polski z Europy zachodniej i środkowej, a także z samej Rzeszy Niemieckiej. Rząd polski uważa za swój obowiązek zaznajomić rządy wszystkich cywilizowanych krajów z następującymi (…) informacjami, które ukazują aż nazbyt wyraźnie nowe metody eksterminacji zastosowane przez władze niemieckie”
- 4–18 W punktach tych przedstawiono prześladowania oraz eksterminację Żydów w okupowanej Polsce, które w głównej mierze oparte zostały na raporcie Jana Karskiego[2][3].
- 19–20 Punkty te zawierały podsumowanie.
- 21 Punkt ten zawierał apel skierowany do aliantów o potępienie zbrodni oraz podjęcie skutecznych środków do powstrzymania zbrodni.

„Rząd polski, jako przedstawiciel prawomocnej władzy kraju, w którym Niemcy prowadzą systematyczną eksterminację obywateli polskich i obywateli pochodzenia żydowskiego wielu innych krajów europejskich – uważa za swój obowiązek zwrócić się do rządów Narodów Zjednoczonych, ufając, że podzielą one jego opinię co do konieczności nie tylko potępienia zbrodni popełnianych przez Niemców i ukarania zbrodniarzy, ale także znalezienia skutecznych środków, po których można by się spodziewać, że powstrzymają Niemcy od dalszego stosowania metod masowej zagłady.”

## Galeria

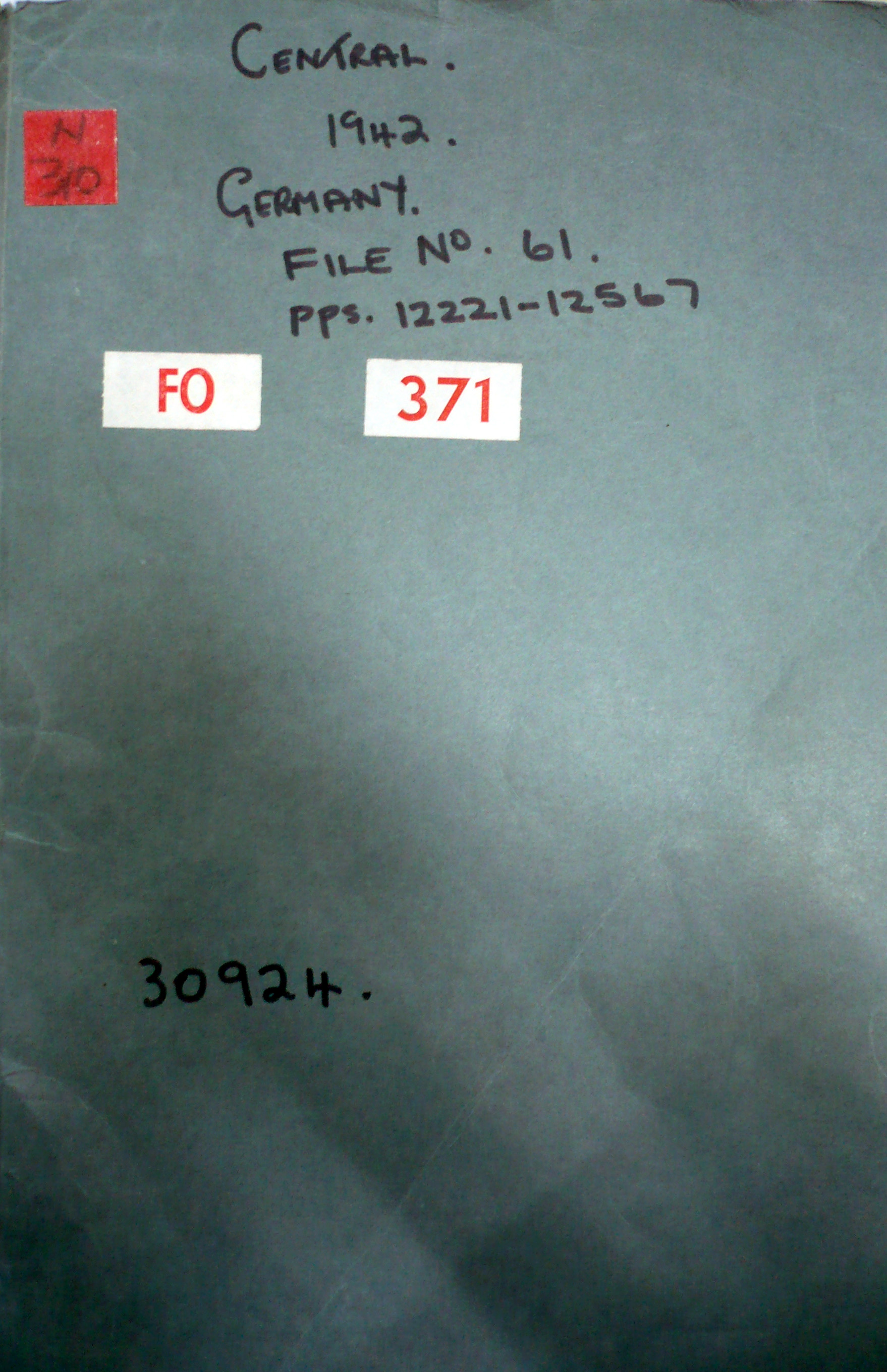
Okładka dokumentu
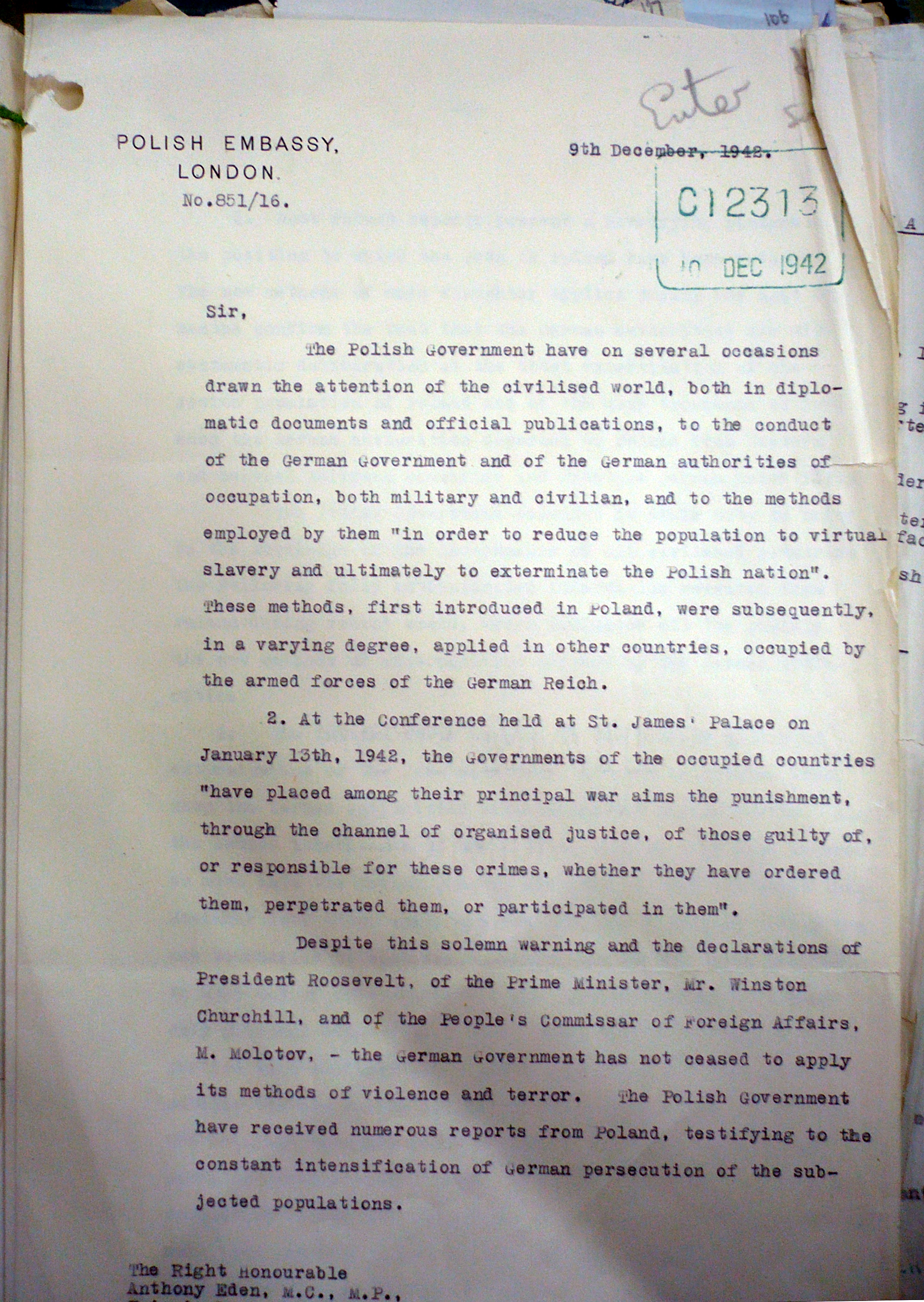
I strona z datą 10 grudnia 1942 i adresatem Anthony Edenem
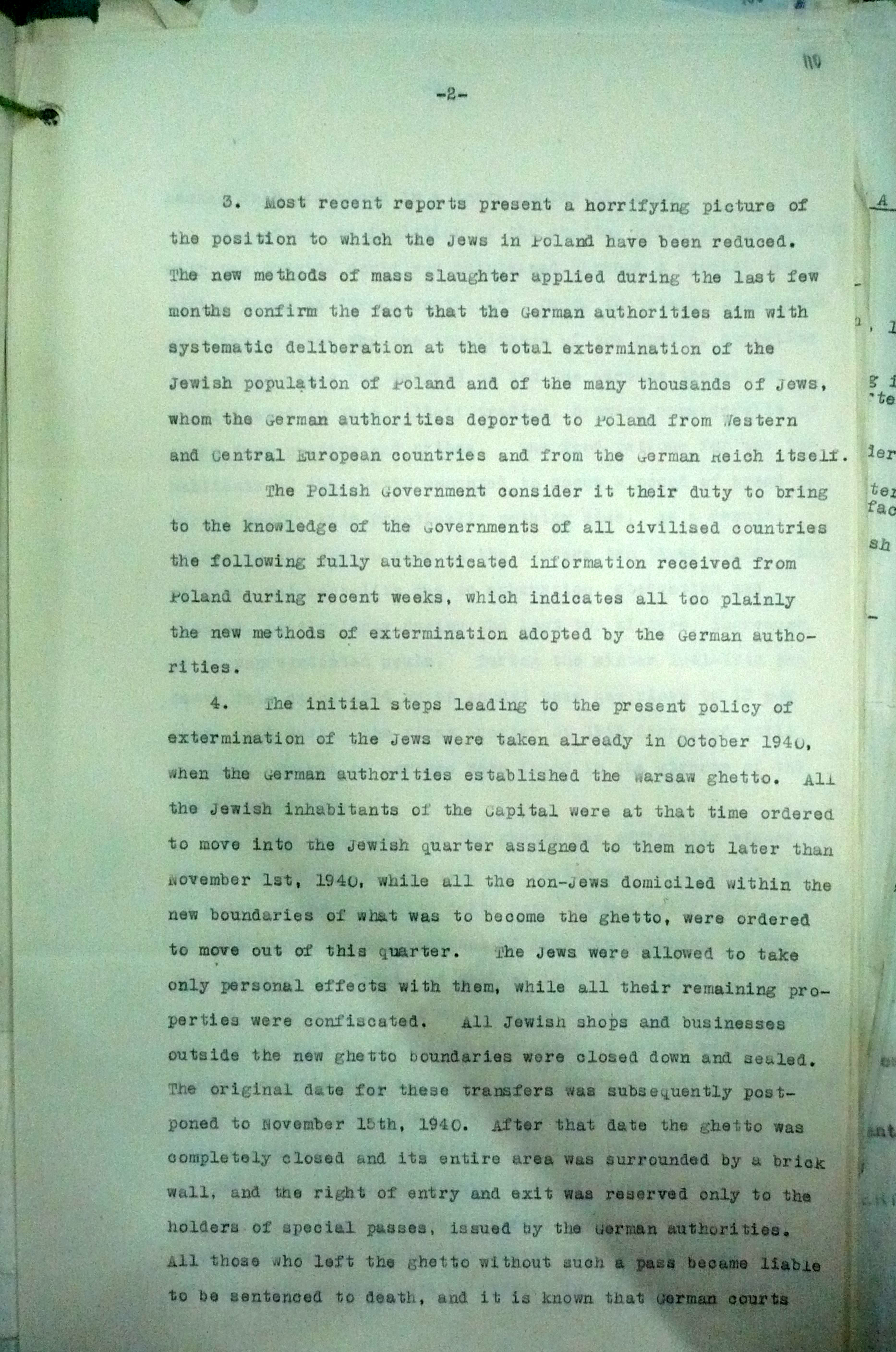
II strona
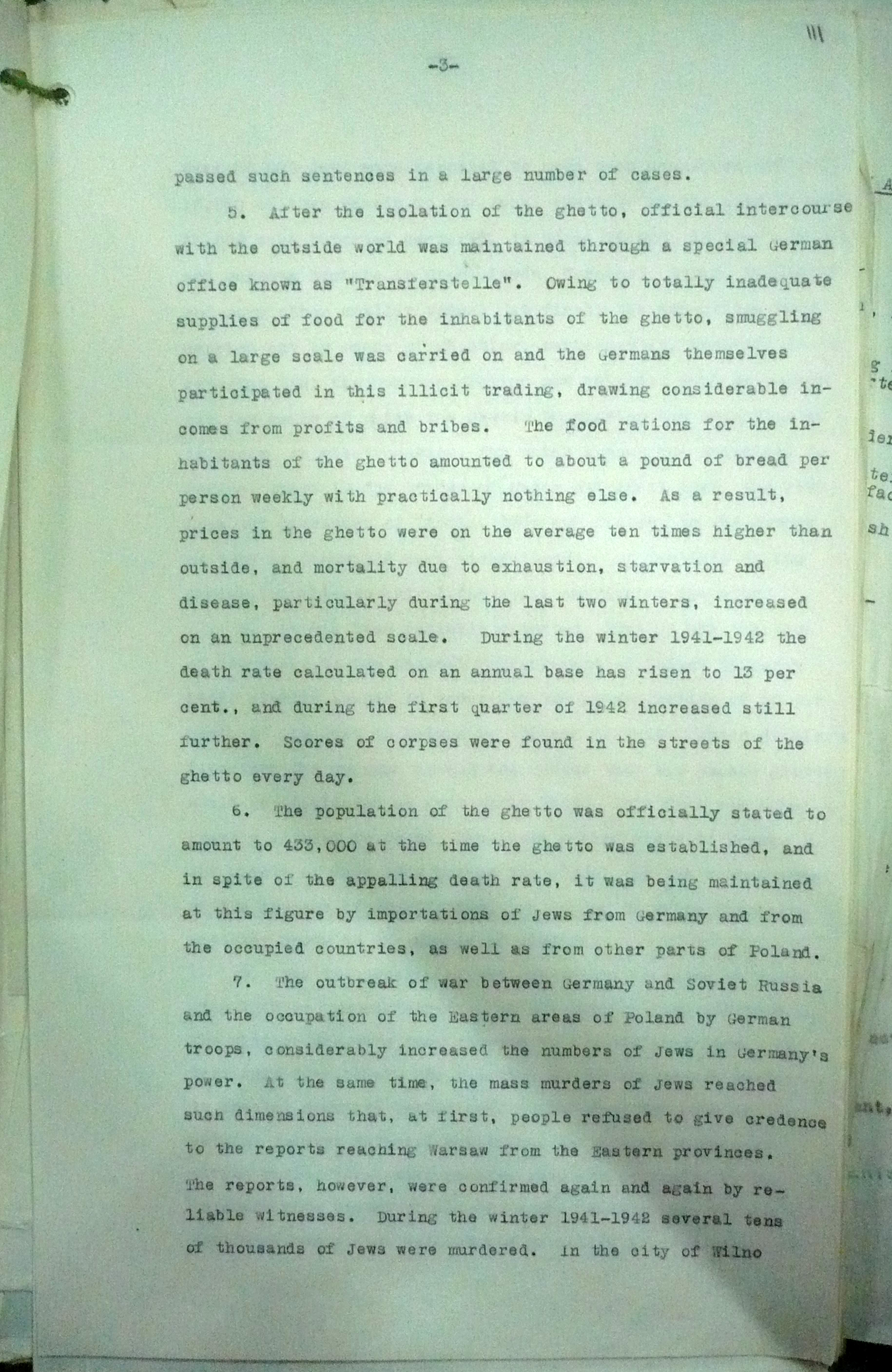
III strona
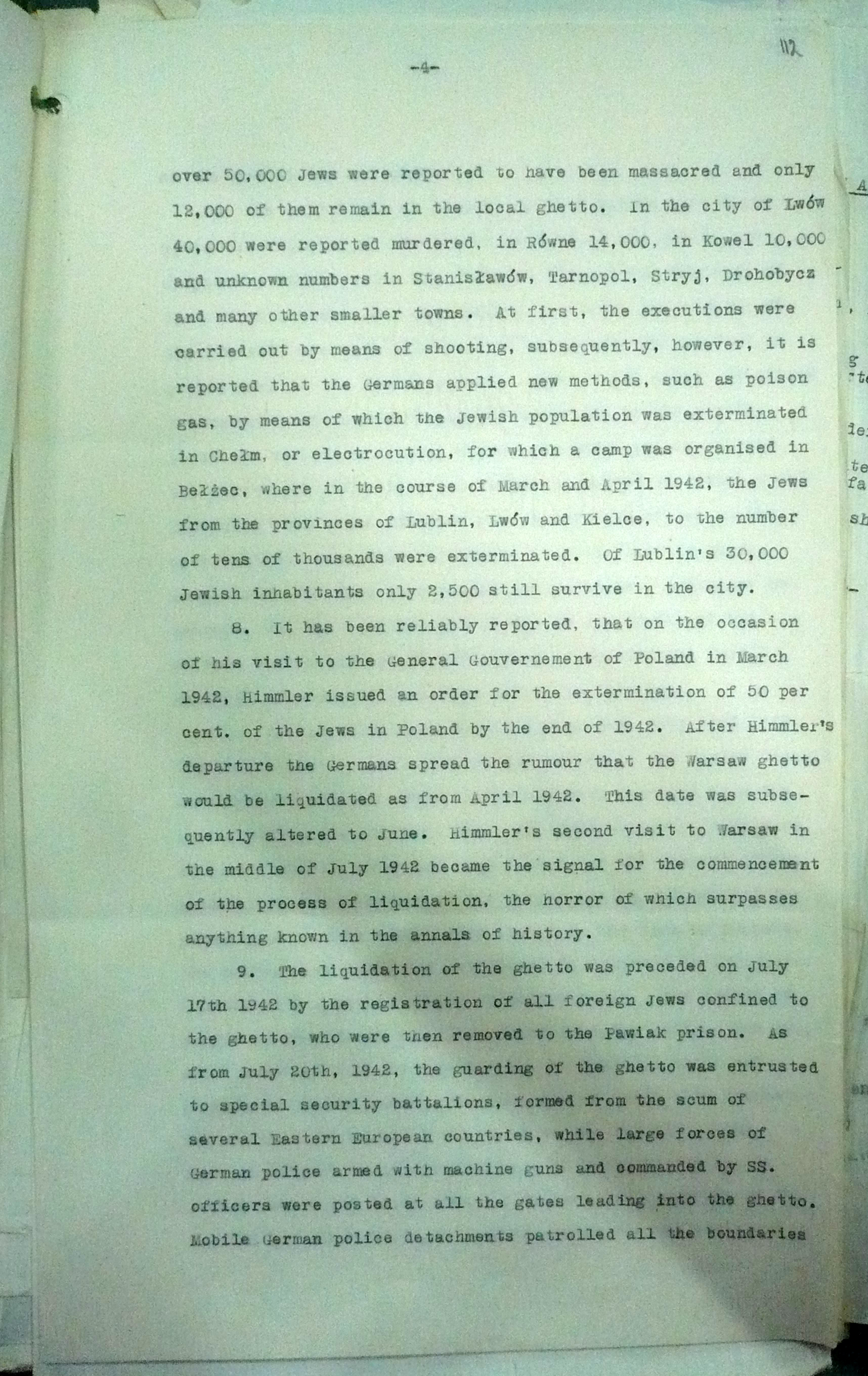
IV strona
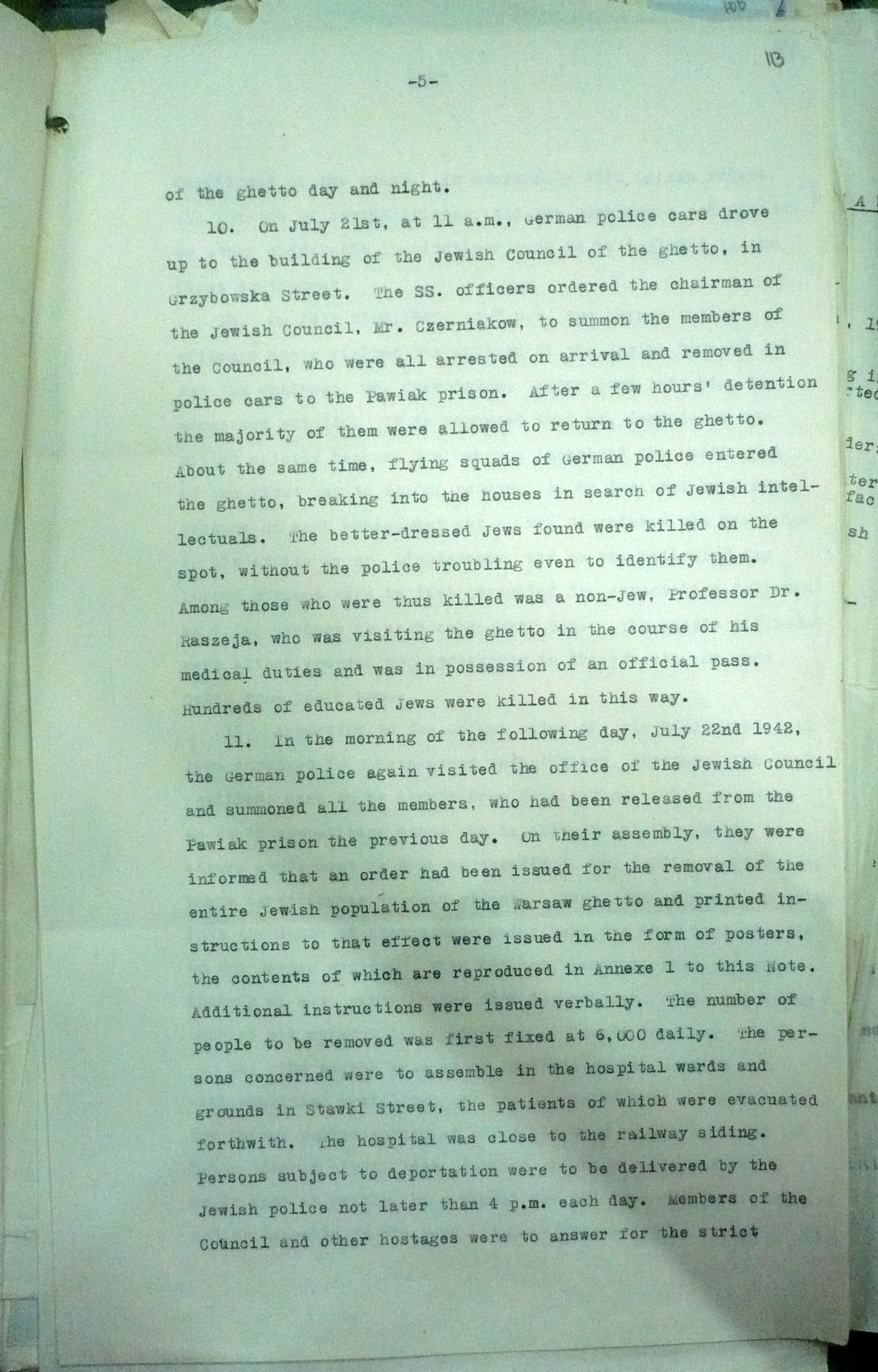
V strona
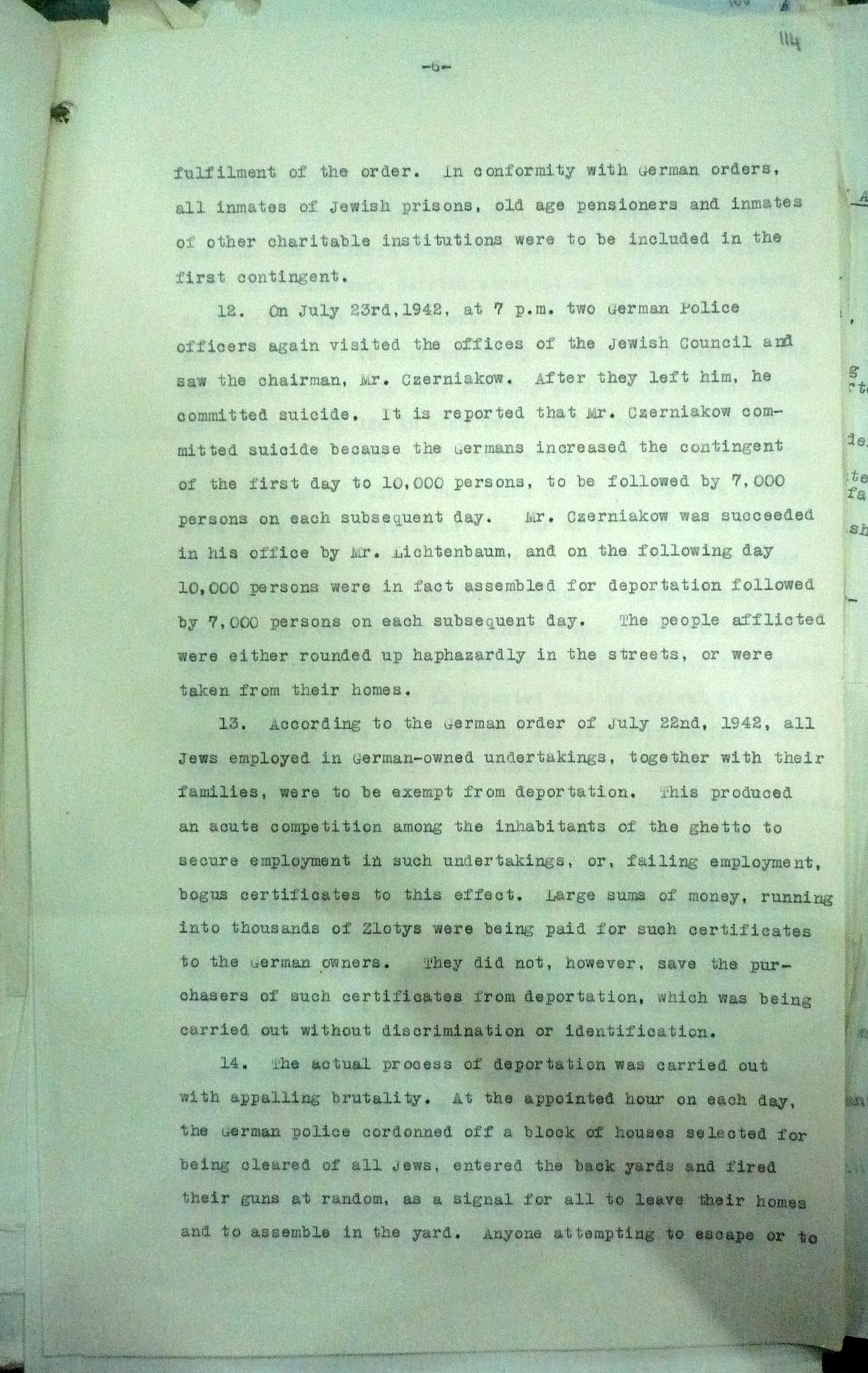
VI strona
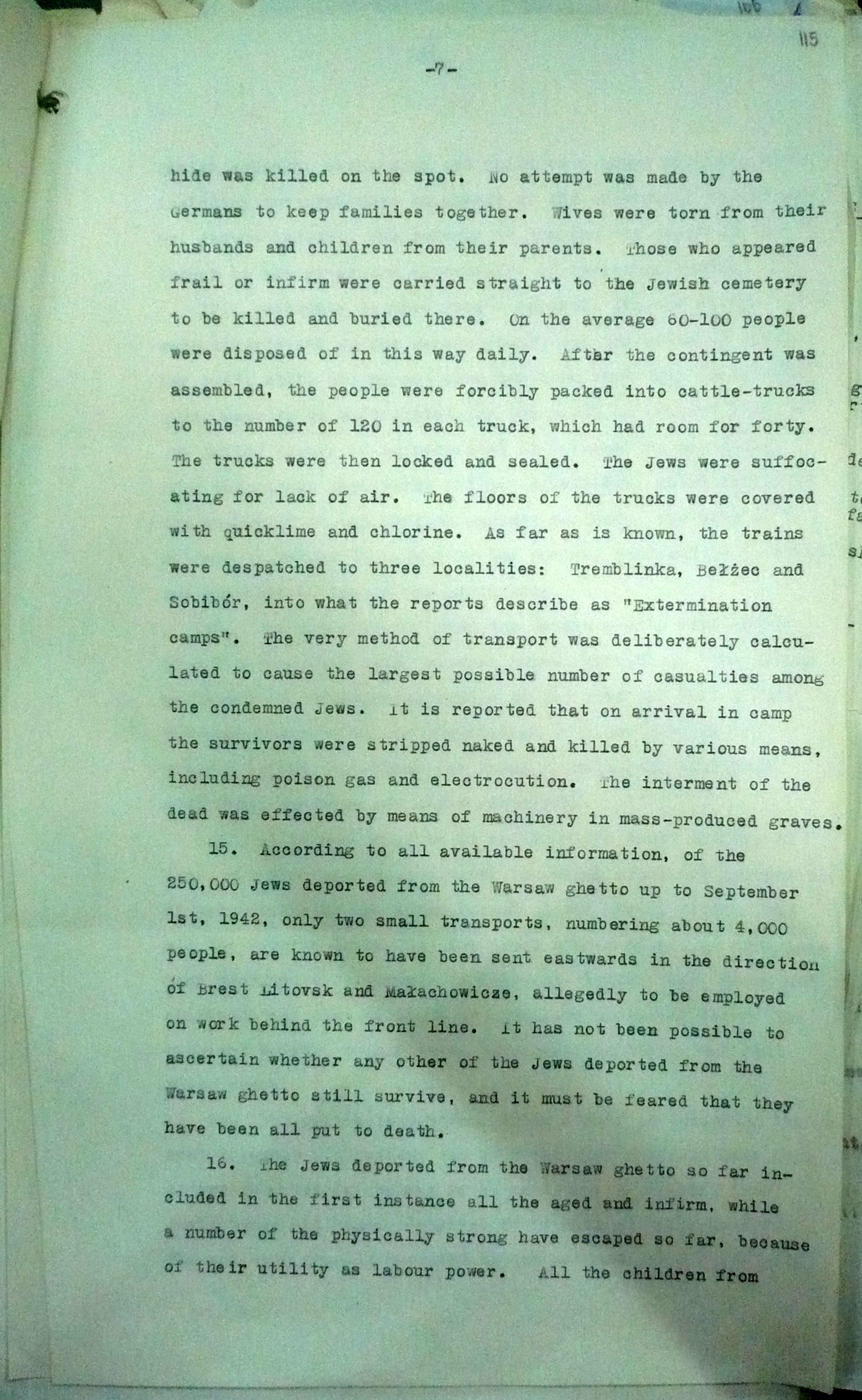
VII strona
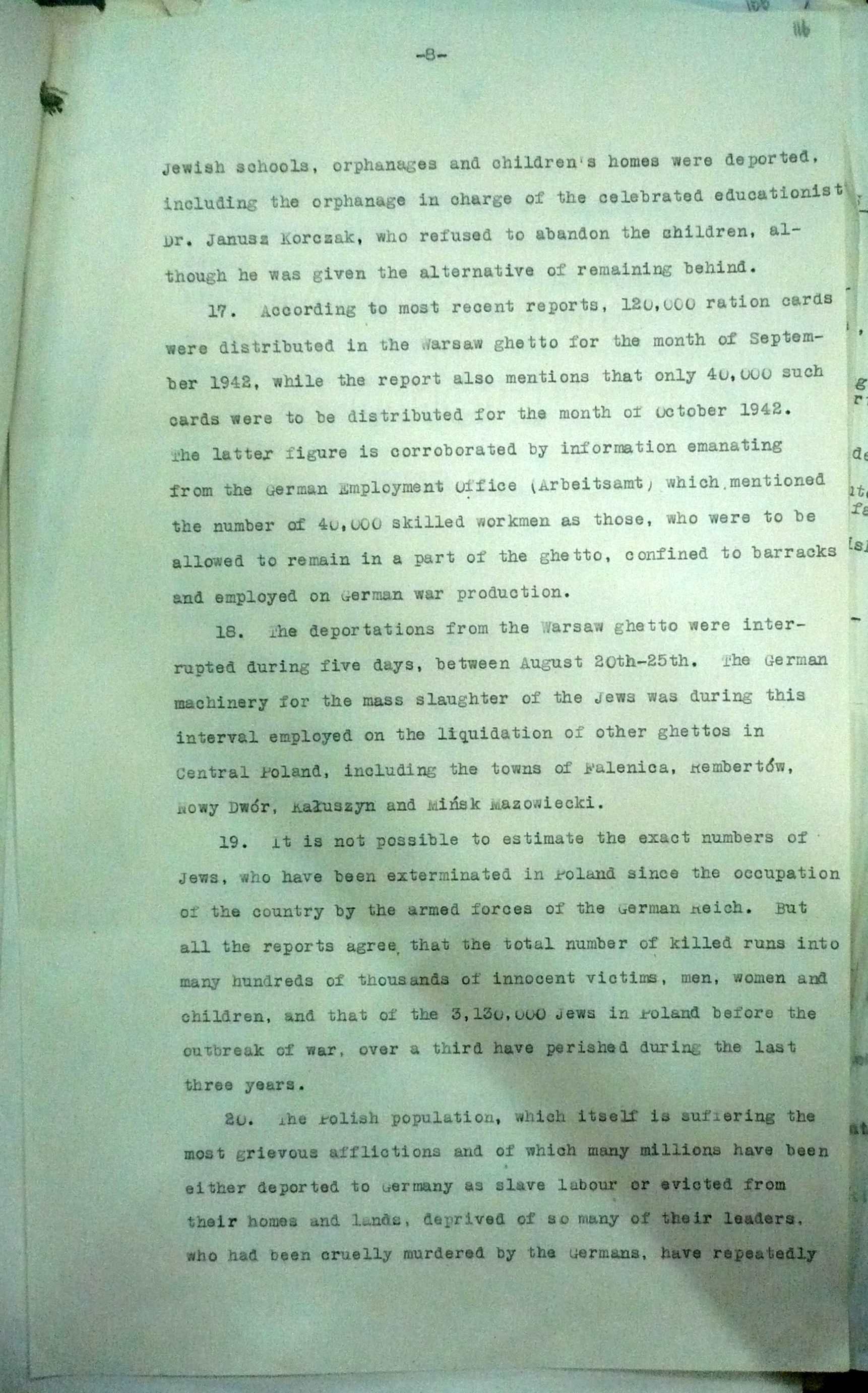
VIII strona
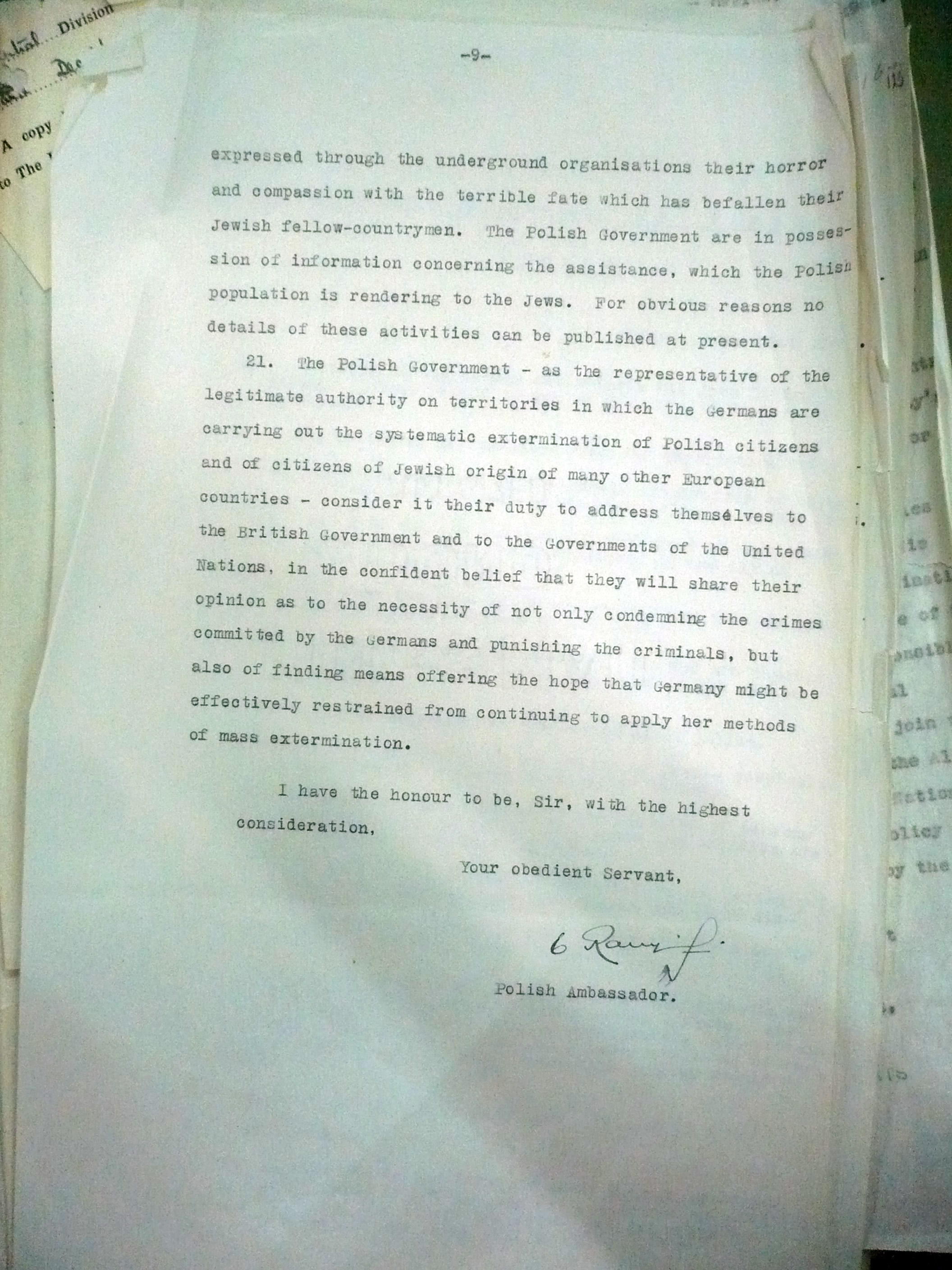
IX strona

## Recepcja
Nota Raczyńskiego spotkała się z oficjalną reakcją sygnatariuszy Deklaracji Narodów Zjednoczonych. W odpowiedzi na notę polskiego rządu dnia 17 grudnia 1942 roku państwa sprzymierzone ogłosiły jednocześnie w Londynie, Waszyngtonie oraz Moskwie wspólną deklarację następującej treści: .
„Uwagę rządów Belgii, Czechosłowacji, Grecji, Luksemburga, Holandii, Norwegii, Polski, Stanów Zjednoczonych Ameryki Północnej, Zjednoczonego Królestwa Wielkiej Brytanii i Północnej Irlandii, Związku Socjalistycznych Republik Radzieckich, Jugosławii i francuskiego Komitetu Narodowego zwróciły liczne doniesienia z Europy, że władze niemieckie, nie zadowoliwszy się odmówieniem osobom pochodzenia żydowskiego na wszystkich terenach, które zostało rozciągnięte ich barbarzyńskie prawo, najbardziej podstawowych praw ludzkich, przystąpiły one obecnie do realizacji wielokrotnie zapowiadanej przez Hitlera zagłady narodu żydowskiego w Europie.”
Nota została następnie opublikowana na zlecenie MSZ w postaci broszury, na którą składały się dodatkowo: fragment przemówienia premiera rządu RP na uchodźstwie Stanisława Mikołajczyka, wygłoszonego na specjalnym posiedzeniu Rady Narodowej 27 listopada 1942 roku, rezolucja wówczas przyjęta, tekst wspólnej deklaracji sojuszniczej z 17 grudnia 1942 roku oraz przemówienie Raczyńskiego po angielsku w BBC z tego samego dnia.
Częstym błędem jest mylenie noty Raczyńskiego z raportami Karskiego. Media w swoich relacjach często jednak nazywają raportem Karskiego notę polskiego rządu autorstwa Edwarda Raczyńskiego wydaną drukiem w roku 1942. Tę błędną interpretację podały w 2013 roku liczne agencje informacyjne na całym świecie w odniesieniu do sprzedaży na aukcji w Paryżu za 21 tys. euro jednego z egzemplarzy noty Raczyńskiego wydanej przez polski rząd